# Cryptolepis oblongifolia
Cryptolepis oblongifolia är en oleanderväxtart som först beskrevs av Carl Daniel Friedrich Meisner, och fick sitt nu gällande namn av Rudolf Schlechter. Cryptolepis oblongifolia ingår i släktet Cryptolepis och familjen oleanderväxter. Inga underarter finns listade i Catalogue of Life.